# أوبوس داي
أوبس داي ، المعروفة رسميًّا باسم حبرية الصليب المقدّس وعمل الله، هي مؤسّسة في الكنيسة الكاثوليكية تهدف إلى نشر الوعي العميق للدعوة العامّة للقداسة في الحياة العادية. غالبية أعضائها من الناس العلمانيين، مع كهنة تحت إدارة حبر (أسقف) يعينه البابا. أوبوس داي هو اللاتينية لمنظمة «عمل الله»، وبالتالي كثيرا ما يشير إليها الأعضاء والأنصار بأنها «العمل».
تأسست في إسبانيا في عام 1928 من قبل الكاهن الكاثوليكي القديس خوسيماريا اسكريفا، أوبوس داي أعطيت الموافقة النهائية في عام 1950 من قبل البابا بيوس الثاني عشر. في عام 1982، بقرار من البابا يوحنا بولس الثاني، تحولت إلى الحبرية الشخصية، مما يعني، أن سلطة راعي «اوبوس داي» يغطي الأشخاص في أوبوس داي أينما وجدو، بدل أن يكون محدوداً في نطاق الابرشيات الجغرافي.
تاريخ عمل اللّه مرتبط ارتباطًا وثيقاً بحياة مؤسّسه، خوسيماريا أسكريفا دي بالاغير. وُلد خوسيماريّا في 9 كانون الثّاتي 1902، في بارباسترو، إسبانيا؛ وخلال رياضة روحيّة في مدريد، في 2 تشرين الأوّل 1928، أدرك أن الله يريد منه تأسيس عمل اللّه. منذ ذلك الحين، بادر بإتمام هذه الرسالة، وهذا ما دفعه للانتقال سنة 1946 إلى روما حيث تابع هذه المهمّة وثابر على الصّلاة، حتّى وفاته في هذه المدينة في 26 حزيران 1975.

## تعاليم

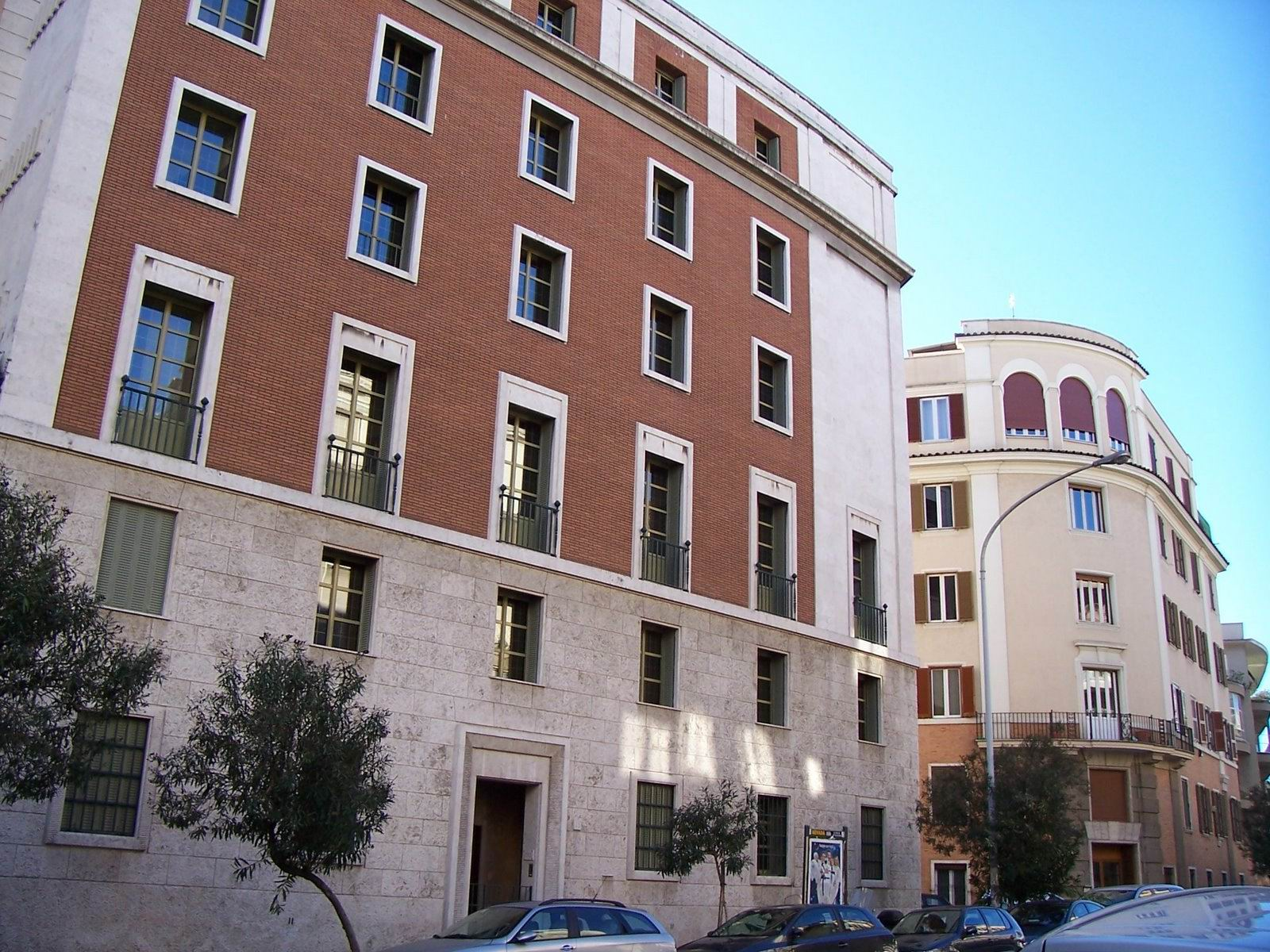
المباني في الحي الثالث - بينسيانو

ألفارو دل بورتيللَو، الّذي خَلفَ خوسيماريّا بوفاء كبير لروحانيّة المؤسّس، وصف هذه الفترة الجديدة من تاريخ عمل اللّه بحقبة «الاستمراريّة». في 1982، عندما منح يوحنا بولس الثاني عمل الله صفته القانونية النهائية عبر إعلانه حبريّة شخصيّة، سيَم ألفارو دل بورتللو حبراً.
المونسنيور خافيير إيتشيفيريّا رودريغيز، خَلَفْ ألفارو دل بورتللو، هو الحبر الحالي لعَمَل الله. في 6 تشرين الأول 2002، بحضور 300,000 إلى 500,000 من الحجّاج، شارك المونسنيور إيتشيفيريّا في باحة مار بطرس، بإعلان قداسة خوسيماريا إسكريفا على يد يوحنا بولس الثاني.
عمل الله يشدّد على «دعوة كلّ إنسان إلى القداسة»: الإيمان بأنَّ على كلّ شخص السّعي ليصبح قدّيس. أعضاء عمل الله هم أناساً عاديّين وليسوا رهباناً والعديد منهم متزوجون ولديهم عائلات، يعيشون حياةً عادية مع عائلاتهم ويمارسون وظائف في مختلف المجالات. يدعو عمل الله جميع أعضائه وجميع العلمانييّن المسيحييّن «لإيجاد الله في الحياة اليوميّة»، وإنجاز عملهم بامتياز كخدمةٍ للمجتمع وكتقدمة لائقة لله: «قدَس عملك، قدَس نفسك بعملك، قدَس الآخرين عبر عملك» كان يردّد خوسيماريّا. ما دفع البابا يوحنا بولس الثاني على وصف إسكريفا بأنّه «قدّيس الحياة العادية».

## التأثير في المجتمع
يملك الأبوس داي شبكة واسعة من المستشفيات والمدارس والجامعات فضلًا عن عدد كبير من مساكن للطلاب الجامعيين خاصًة في إيطاليا وإسبانيا والبرتغال وأمريكا اللاتينية، ويلعب بعض أعضائها دور سياسي واقتصادي بارز ما دعي إلى وصفها في كثير من الأحيان كأبرز جماعات الضغط السياسي الكاثوليكية في الاتحاد الأوروبي.